# Devilin
Devilin – minerał klasy siarczanów.

## Właściwości
Krystalizuje w układzie jednoskośnym. Wykształca kryształy o pokroju blaszkowym, cienkotabliczkowym, igiełkowym i listewkowym. Występuje w skupieniach wiązkowych, rozetkowych, pręcikowych i promienistych; jako gruzłowate naskorupienia i naloty. Jest minerałem kruchym, przezroczystym do przeświecającego. Posiada zielonkawą rysę oraz jedwabisty połysk. Rozpuszczalny w kwasie azotowym.

## Występowanie
Występuje w strefie utleniania minerałów miedzi i cynku. Towarzyszą mu gips, spangolit, malachit, brochantyt, linaryt, chalkopiryt, cerusyt, langit, azuryt, tyrolit, wulfenit, kwarc, serpieryt, schulenbergit, aragonit i kalcyt.

## Miejsce występowania
Występuje przede wszystkim na Słowacji i w Kornwalii. Spotykany również na Korsyce, w Kazachstanie, Czechach, Niemczech, we Włoszech, Austrii, Namibii i USA (Pensylwania, Arizona, Utah). W Polsce stwierdzony na Dolnym Śląsku. 

## Galeria

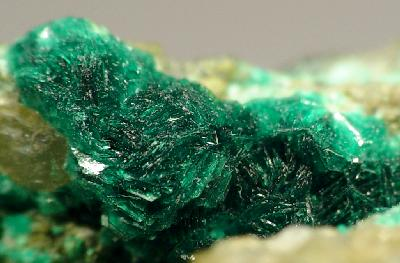
zielony okaz ze Słowacji
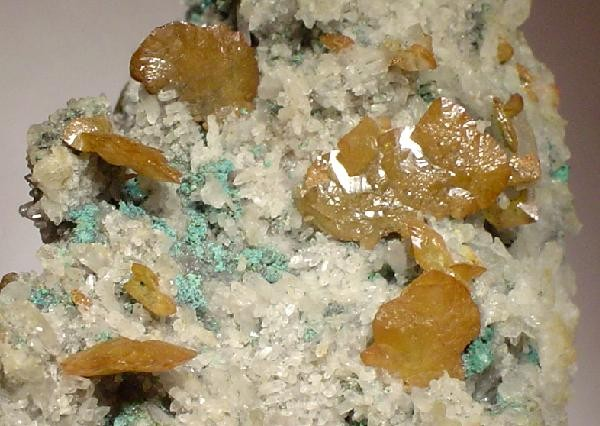
w towarzystwie wulfenitu z Tsumeb w Namibii